# Copa del Caribe de 2014
La Copa del Caribe de 2014 fue la XVIII edición del principal torneo internacional de selecciones absolutas organizado por la Unión Caribeña de Fútbol (CFU). La fase final de la competencia se realizó del 9 al 18 de noviembre de 2014. El 18 de marzo de 2014, se anunció que Jamaica sería la sede de la competencia.
Los primeros cuatro clasificados jugaron la Copa de Oro de la Concacaf 2015 y la selección que ocupó el quinto puesto disputó un repechaje contra el quinto en la Copa Centroamericana 2014. Esta edición de la Copa del Caribe revirtió un carácter especial puesto que el campeón tenía asegurada su presencia en la Copa América Centenario, que se jugó en el 2016 en los Estados Unidos.
En abril de 2014, la Unión Caribeña de Fútbol anunció el calendario de clasificación a la fase de grupos. Un total de 24 equipos intervinieron en la fase preliminar, de los cuales 6 se clasificaron a la fase final. Cuba (campeón vigente) y Jamaica (sede) estaban directamente clasificados a la fase final y fueron cabezas de grupo.
Bahamas, Bermuda, Islas Caimán, Saint-Martin y Sint Maarten no se inscribieron a la fase de clasificación y no participaron del evento.
El campeón Jamaica clasificó a la Copa América Centenario 2016, por lo que podría considerarse a esta edición como una eliminatoria para la Copa América además de que fue la única edición que se jugó en fechas oficiales de la FIFA.

## Reglas
Dentro de cada grupo se enfrentan una vez entre sí, por el sistema de todos contra todos. Según el resultado de cada partido se otorgan tres puntos al ganador, un punto a cada equipo en caso de empate, y ninguno al perdedor.
El orden de clasificación se determina teniendo en cuenta los siguientes criterios, en orden de preferencia:
1. El mayor número de puntos obtenidos teniendo en cuenta todos los partidos del grupo
2. La mayor diferencia de goles teniendo en cuenta todos los partidos del grupo
3. El mayor número de goles a favor anotados teniendo en cuenta todos los partidos del grupo

Si dos o más equipos quedan igualados según las pautas anteriores, sus posiciones se determinarán mediante los siguientes criterios, en orden de preferencia:
1. El mayor número de puntos obtenidos en los partidos entre los equipos en cuestión
2. La diferencia de goles teniendo en cuenta los partidos entre los equipos en cuestión
3. El mayor número de goles a favor anotados por cada equipo en los partidos disputados entre los equipos en cuestión
4. Sorteo del comité organizador de la Copa del Caribe

En la ronda final el primer lugar de cada grupo juegan la final, los segundos lugares juegan por el tercer puesto, mientras que el mejor tercero jugará un partido de repechaje con el quinto puesto de la Copa Centroamericana. Para los partidos por el primer y tercer lugar si después de los 90 minutos de juego el partido se encuentra empatado, se juega un tiempo suplementario de dos etapas de 15 minutos cada una. Si el resultado sigue empatado tras esta prórroga, el partido se define por el procedimiento de tiros desde el punto penal.

## Equipos participantes
En total, 26 de las 31 federaciones afiliadas a la Unión Caribeña de Fútbol (CFU) tomaron parte en la competición.
| Equipos participantes                | Equipos participantes        | Equipos participantes | Equipos participantes  |
| ------------------------------------ | ---------------------------- | --------------------- | ---------------------- |
| Anguila                              | Granada                      | Jamaica               | Surinam                |
| Antigua y Barbuda                    | Guadalupe                    | Martinica             | Trinidad y Tobago      |
| Aruba                                | Guayana Francesa             | Montserrat            | Barbados               |
| Guyana                               | Puerto Rico                  | Bonaire               | Haití                  |
| República Dominicana                 | Cuba                         | Islas Turcas y Caicos | San Cristóbal y Nieves |
| Curazao                              | Islas Vírgenes Británicas    | Santa Lucía           | Dominica               |
| Islas Vírgenes de los Estados Unidos | San Vicente y las Granadinas |                       |                        |

## Fase Preliminar
Siete selecciones abrieron la competencia en dos grupos de tres y cuatro equipos respectivamente. Los partidos se disputaron en Montserrat (grupo 1) y Aruba (grupo 2), del 30 de mayo al 3 de junio de 2014. Los campeones de cada grupo avanzaron a la primera fase clasificatoria.

### Grupo 1
Sede: Montserrat.
| Equipo                               | Pts | PJ | PG | PE | PP | GF | GC | Dif |
| ------------------------------------ | --- | -- | -- | -- | -- | -- | -- | --- |
| Bonaire                              | 4   | 2  | 1  | 1  | 0  | 2  | 1  | 1   |
| Montserrat                           | 4   | 2  | 1  | 1  | 0  | 1  | 0  | 1   |
| Islas Vírgenes de los Estados Unidos | 0   | 2  | 0  | 0  | 2  | 1  | 3  | -2  |

| 30 de mayo de 2014 | Montserrat  | 1:0 (0:0) | Islas Vírgenes Estadounidenses | Blakes Estate Stadium, Lookout |  |
|                    | Hodgson 54' | Reporte   |                                |                                |  |

| 1 de junio de 2014 | Bonaire                    | 2:1 (2:0) | Islas Vírgenes Estadounidenses | Blakes Estate Stadium, Lookout |                           |
|                    | Seinpaal 5' · Beaumont 10' | Reporte   | Taylor Jr. 87'                 | Árbitro(s): Bryan Willett      | Árbitro(s): Bryan Willett |

| 3 de junio de 2014 | Montserrat | 0:0     | Bonaire | Blakes Estate Stadium, Lookout |                             |
|                    |            | Reporte |         | Árbitro(s): Vivian Robinson    | Árbitro(s): Vivian Robinson |

### Grupo 2
Sede: Aruba.
| Equipo                    | Pts | PJ | PG | PE | PP | GF | GC | Dif |
| ------------------------- | --- | -- | -- | -- | -- | -- | -- | --- |
| Guayana Francesa          | 9   | 3  | 3  | 0  | 0  | 14 | 0  | 14  |
| Aruba                     | 6   | 3  | 2  | 0  | 1  | 8  | 2  | 6   |
| Islas Turcas y Caicos     | 3   | 3  | 1  | 0  | 2  | 2  | 7  | -5  |
| Islas Vírgenes Británicas | 0   | 3  | 0  | 0  | 3  | 0  | 15 | -15 |

| 30 de mayo de 2014 | Aruba       | 1:0 (1:0) | Turcas y Caicos | Estadio Trinidad, Oranjestad |  |
|                    | Linkers 27' | Reporte   |                 |                              |  |

| 30 de mayo de 2014 | Guayana Francesa                                                                    | 6:0 (1:0) | Islas Vírgenes Británicas | Estadio Trinidad, Oranjestad |  |
|                    | Soubervie 18' (pen.) · Pigrée 50' · Atooman 53' · Awong 55' · Solvi 81' · Nalie 90' | Reporte   |                           |                              |  |

| 1° de junio de 2014 | Aruba                                                                    | 7:0 (3:0) | Islas Vírgenes Británicas | Estadio Trinidad, Oranjestad |  |
|                     | Barradas 3' · Kock 20' · Raven 22', 52', 61' · Cruden 85' · Santos 90+5' | Reporte   |                           |                              |  |

| 1 de junio de 2014 | Turcas y Caicos | 0:6 (0:1) | Guayana Francesa                                               | Estadio Trinidad, Oranjestad |  |
|                    |                 | Reporte   | Gab. Pigrée 29', 48', 90' · Awong 58', 61' · Louima 83' (a.g.) |                              |  |

| 3 de junio de 2014 | Aruba | 0:2 (0:0) | Guayana Francesa     | Estadio Trinidad, Oranjestad  |                               |
|                    |       | Reporte   | Gary Pigrée 59', 87' | Árbitro(s): Enrico Wijngaarde | Árbitro(s): Enrico Wijngaarde |

| 3 de junio de 2014 | Islas Vírgenes Británicas | 0:2 (0:1) | Turcas y Caicos            | Estadio Trinidad, Oranjestad |  |
|                    |                           | Reporte   | Fenelus 31' · Derilien 51' |                              |  |

## Primera Fase de Clasificación
Cuatro grupos de cuatro equipos conformaron esta fase que se desarrolló del 3 al 7 de septiembre en Martinica (grupo1), Puerto Rico (grupo 2), Antigua y Barbuda (grupo 3) y San Cristóbal y Nieves (grupo 4). Los campeones y subcampeones de cada grupo, al igual que el mejor tercero, avanzaron a la segunda fase de clasificación.

### Grupo 1
Sede: Martinica.
| Equipo    | Pts | PJ | PG | PE | PP | GF | GC | Dif |
| --------- | --- | -- | -- | -- | -- | -- | -- | --- |
| Martinica | 7   | 3  | 2  | 1  | 0  | 9  | 2  | 7   |
| Barbados  | 4   | 3  | 1  | 1  | 1  | 7  | 5  | 2   |
| Bonaire   | 3   | 3  | 1  | 0  | 2  | 4  | 12 | -8  |
| Surinam   | 2   | 3  | 0  | 2  | 1  | 3  | 4  | -1  |

| 3 de septiembre de 2014 | Martinica                                              | 6:0 (1:0) | Bonaire | Estadio Pierre Aliker, Fort-de-France |                              |
|                         | Germany 34', 50', 60' · Coureur 75' · Goron 80', 90+2' |           |         | Árbitro(s): Walner Laventure          | Árbitro(s): Walner Laventure |

| 3 de septiembre de 2014 | Barbados    | 1:1 (0:0) | Surinam     | Estadio Pierre Aliker, Fort-de-France |                           |
|                         | Burgess 69' |           | Faerber 80' | Árbitro(s): Javier Santos             | Árbitro(s): Javier Santos |

| 5 de septiembre de 2014 | Martinica                                  | 3:2 (0:2) | Barbados                | Estadio Alfred Marie-Jeanne, Rivière-Pilote |                              |
|                         | Boyce 57' (a.g.) · Germany 68' · Goron 81' |           | Morris 13' · Joseph 30' | Árbitro(s): Walner Laventure                | Árbitro(s): Walner Laventure |

| 5 de septiembre de 2014 | Surinam                | 2:3 (0:2) | Bonaire                                        | Estadio Alfred Marie-Jeanne, Rivière-Pilote |                           |
|                         | Cronie 80' (pen.), 82' |           | Pauletta 6' · Seinpaal 12' · Barzey 70' (pen.) | Árbitro(s): Alain Georges                   | Árbitro(s): Alain Georges |

| 7 de septiembre de 2014 | Martinica | 0:0 | Surinam | Estadio Pierre Aliker, Fort-de-France |  |
|                         |           |     |         | Árbitro(s): William Anderson          |  |

| 7 de septiembre de 2014 | Bonaire             | 1:4 (0:0) | Barbados                                  | Estadio Pierre Aliker, Fort-de-France |                           |
|                         | Seinpaal 90' (pen.) |           | Boyce 55' · Harewood 67' · Harte 74', 76' | Árbitro(s): Javier Santos             | Árbitro(s): Javier Santos |

### Grupo 2
Sede: Puerto Rico.
| Equipo           | Pts | PJ | PG | PE | PP | GF | GC | Dif |
| ---------------- | --- | -- | -- | -- | -- | -- | -- | --- |
| Curazao          | 5   | 3  | 1  | 2  | 0  | 4  | 3  | 1   |
| Guayana Francesa | 5   | 3  | 1  | 2  | 0  | 3  | 2  | 1   |
| Puerto Rico      | 2   | 3  | 0  | 2  | 1  | 5  | 6  | -1  |
| Granada          | 2   | 3  | 0  | 2  | 1  | 4  | 5  | -1  |

| 3 de septiembre de 2014 | Puerto Rico     | 2:2 (1:0) | Curazao                   | Estadio Juan Ramón Loubriel, Bayamón |                        |
|                         | Marrero 7', 51' |           | Rajcomar 59' · Martis 82' | Árbitro(s): John Pitti               | Árbitro(s): John Pitti |

| 3 de septiembre de 2014 | Guayana Francesa | 1:1 (0:0) | Granada   | Estadio Juan Ramón Loubriel, Bayamón |  |
|                         | Breleur 59'      |           | James 58' |                                      |  |

| 5 de septiembre de 2014 | Puerto Rico      | 1:2 (1:0) | Guayana Francesa | Estadio Juan Ramón Loubriel, Bayamón |                             |
|                         | Ramos 39' (pen.) |           | Pigrée 60', 90'  | Árbitro(s): Edvin Jurisevic          | Árbitro(s): Edvin Jurisevic |

| 5 de septiembre de 2014 | Curazao                       | 2:1 (0:1) | Granada   | Estadio Juan Ramón Loubriel, Bayamón |  |
|                         | Rajcomar 57' · Nepomuceno 62' |           | Rennie 4' |                                      |  |

| 7 de septiembre de 2014 | Puerto Rico              | 2:2 (1:0) | Granada              | Estadio Juan Ramón Loubriel, Bayamón |  |
|                         | Ramos 29' · Oikkonen 68' |           | James 55' · Bain 85' |                                      |  |

| 7 de septiembre de 2014 | Guayana Francesa | 0:0 | Curazao | Estadio Juan Ramón Loubriel, Bayamón |  |
|                         |                  |     |         | Árbitro(s): John Pitti               |  |

### Grupo 3
Sede: Antigua y Barbuda.
| Equipo                       | Pts | PJ | PG | PE | PP | GF | GC | Dif |
| ---------------------------- | --- | -- | -- | -- | -- | -- | -- | --- |
| Antigua y Barbuda            | 9   | 3  | 3  | 0  | 0  | 10 | 2  | 8   |
| San Vicente y las Granadinas | 6   | 3  | 2  | 0  | 1  | 6  | 2  | 4   |
| República Dominicana         | 3   | 3  | 1  | 0  | 2  | 11 | 3  | 8   |
| Anguila                      | 0   | 3  | 0  | 0  | 3  | 0  | 20 | -20 |

| 3 de septiembre de 2014 | Antigua y Barbuda                                                       | 6:0 (2:0) | Anguila | Antigua Recreation Ground, Saint John |                            |
|                         | Martin 8' · Murtagh 35', 71' · Harriette 41' · Byers 55' · Griffith 69' |           |         | Árbitro(s): Kevin Morrison            | Árbitro(s): Kevin Morrison |

| 3 de septiembre de 2014 | República Dominicana | 0:1 (0:1) | San Vicente y las Granadinas | Antigua Recreation Ground, Saint John |                           |
|                         |                      |           | Anderson 45'                 | Árbitro(s): Trevor Taylor             | Árbitro(s): Trevor Taylor |

| 5 de septiembre de 2014 | Antigua y Barbuda      | 2:1 (0:1) | República Dominicana | Antigua Recreation Ground, Saint John |  |
|                         | Byers 55' · Jarvis 70' |           | Mack 21' (a.g.)      |                                       |  |

| 5 de septiembre de 2014 | San Vicente y las Granadinas                 | 4:0 (2:0) | Anguila | Antigua Recreation Ground, Saint John |                          |
|                         | Samuel 36' · Anderson 39', 77' · Solomon 71' |           |         | Árbitro(s): Kimbell Ward              | Árbitro(s): Kimbell Ward |

| 7 de septiembre de 2014 | Antigua y Barbuda             | 2:1 (0:1) | San Vicente y las Granadinas | Antigua Recreation Ground, Saint John |  |
|                         | Akeem Thomas 81' · Jarvis 90' |           | Mc Burnette 46'              |                                       |  |

| 7 de septiembre de 2014 | Anguila | 0:10 (0:4) | República Dominicana                                                                                           | Antigua Recreation Ground, Saint John |                           |
|                         |         |            | Kentish 20' (a.g.) · Beard 32', 62' · Rodríguez 41', 53' · Faña 44' (pen.), 87' · Peralta 86', 88' · Zayas 90' | Árbitro(s): Trevor Taylor             | Árbitro(s): Trevor Taylor |

### Grupo 4
Sede: San Cristóbal y Nieves.
| Equipo                 | Pts | PJ | PG | PE | PP | GF | GC | Dif |
| ---------------------- | --- | -- | -- | -- | -- | -- | -- | --- |
| San Cristóbal y Nieves | 7   | 3  | 2  | 1  | 0  | 7  | 0  | 7   |
| Santa Lucía            | 7   | 3  | 2  | 1  | 0  | 4  | 1  | 3   |
| Guyana                 | 1   | 3  | 0  | 1  | 2  | 0  | 4  | -4  |
| Dominica               | 1   | 3  | 0  | 1  | 2  | 1  | 7  | -6  |

| 3 de septiembre de 2014 | San Cristóbal y Nieves | 0:0 | Santa Lucía | Estadio Parque Warner, Basseterre  |  |
|                         |                        |     |             | Árbitro(s): Ricardo Cerdas Sánchez |  |

| 3 de septiembre de 2014 | Dominica | 0:0 | Guyana | Estadio Parque Warner, Basseterre |  |
|                         |          |     |        | Árbitro(s): Christopher Reid      |  |

| 5 de septiembre de 2014 | San Cristóbal y Nieves                                                         | 5:0 (3:0) | Dominica | Estadio Parque Warner, Basseterre |                             |
|                         | Lawrence 3' (a.g.) · Sawyers 18' (pen.) · Harris 29' · Thomas 77' · Leader 85' |           |          | Árbitro(s): Ricardo Montero       | Árbitro(s): Ricardo Montero |

| 5 de septiembre de 2014 | Santa Lucía             | 2:0 (1:0) | Guyana | Estadio Parque Warner, Basseterre |                            |
|                         | Emmanuel 14' · Paul 84' |           |        | Árbitro(s): Henry Bejarano        | Árbitro(s): Henry Bejarano |

| 7 de septiembre de 2014 | San Cristóbal y Nieves  | 2:0 (0:0) | Guyana | Estadio Parque Warner, Basseterre |                            |
|                         | Thomas 53' · Harris 60' |           |        | Árbitro(s): Henry Bejarano        | Árbitro(s): Henry Bejarano |

| 7 de septiembre de 2014 | Dominica | 1:2 (0:1) | Santa Lucía     | Estadio Parque Warner, Basseterre |                             |
|                         | Wade 68' |           | Valcin 13', 76' | Árbitro(s): Ricardo Montero       | Árbitro(s): Ricardo Montero |

### Mejor tercero
| Grupo | Equipo               | Pts | PJ | PG | PE | PP | GF | GC | Dif |
| ----- | -------------------- | --- | -- | -- | -- | -- | -- | -- | --- |
| 3     | República Dominicana | 3   | 3  | 1  | 0  | 2  | 11 | 3  | 8   |
| 1     | Bonaire              | 3   | 3  | 1  | 0  | 2  | 4  | 12 | -8  |
| 2     | Puerto Rico          | 2   | 3  | 0  | 2  | 1  | 5  | 6  | -1  |
| 4     | Guyana               | 1   | 3  | 0  | 1  | 2  | 0  | 4  | -4  |

## Segunda Fase de Clasificación
Tres grupos de cuatro equipos conformaron esta fase que se desarrolló del 8 al 12 de octubre en Trinidad y Tobago (grupo 1), Haití (grupo 2) y Guadalupe (grupo 3). Los ganadores y segundos de cada grupo avanzaron a la fase final.

### Grupo 1
Sede: Trinidad y Tobago.
| Equipo               | Pts | PJ | PG | PE | PP | GF | GC | Dif |
| -------------------- | --- | -- | -- | -- | -- | -- | -- | --- |
| Trinidad y Tobago    | 9   | 3  | 3  | 0  | 0  | 9  | 1  | 8   |
| Antigua y Barbuda    | 4   | 3  | 1  | 1  | 1  | 2  | 2  | 0   |
| República Dominicana | 4   | 3  | 1  | 1  | 1  | 4  | 8  | -4  |
| Santa Lucía          | 0   | 3  | 0  | 0  | 3  | 3  | 7  | -4  |

| 8 de octubre de 2014 | Antigua y Barbuda        | 2:1 (0:1) | Santa Lucía   | Estadio Ato Boldon, Couva |  |
|                      | Murtagh 67' · Parker 90' |           | Frederick 42' |                           |  |

| 8 de octubre de 2014 | Trinidad y Tobago                                | 6:1 (4:0) | República Dominicana | Estadio Ato Boldon, Couva |  |
|                      | Molino 2', 4', 24' · Jones 40', 54' · Caesar 75' |           | Faña 88'             |                           |  |

| 10 de octubre de 2014 | República Dominicana | 0:0 | Antigua y Barbuda | Estadio Ato Boldon, Couva |  |
|                       |                      |     |                   | Árbitro(s): Dwight Royal  |  |

| 10 de octubre de 2014 | Trinidad y Tobago | 2:0 (1:0) | Santa Lucía | Estadio Ato Boldon, Couva |  |
|                       | Guerra 6', 67'    |           |             |                           |  |

| 12 de octubre de 2014 | Santa Lucía     | 2:3 (0:1) | República Dominicana                          | Estadio Ato Boldon, Couva |  |
|                       | Polius 77', 87' |           | Faña 37' (pen.) · Rodríguez 71' · Navarro 85' |                           |  |

| 12 de octubre de 2014 | Trinidad y Tobago | 1:0 (1:0) | Antigua y Barbuda | Estadio Ato Boldon, Couva |  |
|                       | Molino 45'        |           |                   |                           |  |

### Grupo 2
Sede: Haití.
| Equipo                 | Pts | PJ | PG | PE | PP | GF | GC | Dif |
| ---------------------- | --- | -- | -- | -- | -- | -- | -- | --- |
| Haití                  | 5   | 3  | 1  | 2  | 0  | 6  | 4  | 2   |
| Guayana Francesa       | 4   | 3  | 1  | 1  | 1  | 5  | 4  | 1   |
| San Cristóbal y Nieves | 4   | 3  | 1  | 1  | 1  | 4  | 4  | 0   |
| Barbados               | 3   | 3  | 1  | 0  | 2  | 5  | 8  | -3  |

| 8 de octubre de 2014 | San Cristóbal y Nieves       | 2:3 (1:3) | Barbados                      | Estadio Sylvio Cator, Puerto Príncipe |  |
|                      | Elliott 12' · Panayiotou 86' |           | Joseph 16' · Boxhill 24', 29' |                                       |  |

| 8 de octubre de 2014 | Haití                   | 2:2 (2:1) | Guayana Francesa                     | Estadio Sylvio Cator, Puerto Príncipe |  |
|                      | Louis 29' · Alcénat 45' |           | Solvi 30' · Jean-Zéphyrin 54' (a.g.) |                                       |  |

| 10 de octubre de 2014 | Guayana Francesa | 1:2 (0:1) | San Cristóbal y Nieves   | Estadio Sylvio Cator, Puerto Príncipe |  |
|                       | Pigrée 66'       |           | Mitchum 25' · Hanley 77' |                                       |  |

| 10 de octubre de 2014 | Haití                                        | 4:2 (3:2) | Barbados                      | Estadio Sylvio Cator, Puerto Príncipe |  |
|                       | Belfort 3', 43' · Guerrier 27' · Alcénat 67' |           | Harte 37' · Bertin 45' (a.g.) |                                       |  |

| 12 de octubre de 2014 | Barbados | 0:2 (0:1) | Guayana Francesa        | Estadio Sylvio Cator, Puerto Príncipe |  |
|                       |          |           | Fabien 45' · Pigrée 55' |                                       |  |

| 12 de octubre de 2014 | Haití | 0:0 | San Cristóbal y Nieves | Estadio Sylvio Cator, Puerto Príncipe |  |
|                       |       |     |                        | Árbitro(s): William Anderson          |  |

### Grupo 3
Sede: Guadalupe.
| Equipo                       | Pts | PJ | PG | PE | PP | GF | GC | Dif |
| ---------------------------- | --- | -- | -- | -- | -- | -- | -- | --- |
| Martinica                    | 7   | 3  | 2  | 1  | 0  | 7  | 5  | 2   |
| Curazao                      | 4   | 3  | 1  | 1  | 1  | 2  | 2  | 0   |
| Guadalupe                    | 3   | 3  | 1  | 0  | 2  | 4  | 4  | 0   |
| San Vicente y las Granadinas | 3   | 3  | 1  | 0  | 2  | 5  | 7  | -2  |

| 8 de octubre de 2014 | Martinica   | 1:1 (0:0) | Curazao      | Estadio René Serge Nabajoth, Les Abymes |  |
|                      | Faubert 51' |           | Merencia 90' |                                         |  |

| 8 de octubre de 2014 | Guadalupe                             | 3:1 (1:0) | San Vicente y las Granadinas | Estadio René Serge Nabajoth, Les Abymes |  |
|                      | Gamiette 41' · Gotin 53' · Nestor 69' |           | Samuel 46'                   |                                         |  |

| 10 de octubre de 2014 | San Vicente y las Granadinas | 1:0 (1:0) | Curazao | Estadio René Serge Nabajoth, Les Abymes |  |
|                       | Anderson 4'                  |           |         |                                         |  |

| 10 de octubre de 2014 | Guadalupe   | 1:2 (0:1) | Martinica       | Estadio René Serge Nabajoth, Les Abymes |  |
|                       | Vouteau 90' |           | Faubert 4', 66' |                                         |  |

| 12 de octubre de 2014 | Martinica                                    | 4:3 (0:1) | San Vicente y las Granadinas    | Estadio René Serge Nabajoth, Les Abymes |  |
|                       | Goron 56' · Crétinoir 74' · Faubert 82', 86' |           | Stewart 25', 61' · Anderson 74' |                                         |  |

| 12 de octubre de 2014 | Guadalupe | 0:1 (0:0) | Curazao      | Estadio René Serge Nabajoth, Les Abymes |  |
|                       |           |           | Merencia 90' |                                         |  |

## Fase Final
Constituida por los ganadores y segundos de grupo de la ronda anterior, junto al anfitrión Jamaica y el campeón de la Copa del Caribe 2012, Cuba. Los dos mejores de cada grupo se clasificaron para la Copa de Oro 2015, y el campeón a la Copa América Centenario 2016. El mejor tercer lugar del grupo avanzó al repechaje de clasificación CFU-UNCAF a la Copa Oro de la CONCACAF 2015.

### Fase de grupos

#### Grupo A
| Equipo            | Pts | PJ | PG | PE | PP | GF | GC | Dif |
| ----------------- | --- | -- | -- | -- | -- | -- | -- | --- |
| Trinidad y Tobago | 7   | 3  | 2  | 1  | 0  | 7  | 4  | 3   |
| Cuba              | 5   | 3  | 1  | 2  | 0  | 4  | 3  | 1   |
| Guayana Francesa  | 4   | 3  | 1  | 1  | 1  | 7  | 6  | 1   |
| Curazao           | 0   | 3  | 0  | 0  | 3  | 5  | 10 | -5  |

| 11 de noviembre de 2014 | Curazao                 | 2:3 (1:2) | Trinidad y Tobago                  | Complejo Montego Bay Sports, Montego Bay |  |
|                         | Meulens 18' · Maria 49' |           | Jones 26' (pen.), 38' · Molino 52' |                                          |  |

| 11 de noviembre de 2014 | Cuba         | 1:1 (0:0) | Guayana Francesa | Complejo Montego Bay Sports, Montego Bay |  |
|                         | Martinez 57' |           | Solvi 90'        |                                          |  |

| 13 de noviembre de 2014 | Trinidad y Tobago                                 | 4:2 (1:0) | Guayana Francesa        | Complejo Montego Bay Sports, Montego Bay |  |
|                         | Molino 17', 58' · Peltier 62' (pen.) · Guerra 90' |           | Clair 65' · Legrand 84' |                                          |  |

| 13 de noviembre de 2014 | Curazao                       | 2:3 (1:1) | Cuba                                 | Complejo Montego Bay Sports, Montego Bay |  |
|                         | Rajcomar 45' · Nepocumeno 70' |           | Corrales 15' · Lopez 52' · Leiva 90' |                                          |  |

| 15 de noviembre de 2014 | Guayana Francesa                        | 4:1 (3:0) | Curazao     | Complejo Montego Bay Sports, Montego Bay |  |
|                         | Clair 17', 63' · Fabien 25' · Adipi 33' |           | Meulens 83' |                                          |  |

| 15 de noviembre de 2014 | Cuba | 0:0 | Trinidad y Tobago | Complejo Montego Bay Sports, Montego Bay |  |
|                         |      |     |                   | Árbitro(s): Trevor Taylor                |  |

#### Grupo B
| Equipo            | Pts | PJ | PG | PE | PP | GF | GC | Dif |
| ----------------- | --- | -- | -- | -- | -- | -- | -- | --- |
| Jamaica           | 7   | 3  | 2  | 1  | 0  | 6  | 1  | 5   |
| Haití             | 4   | 3  | 1  | 1  | 1  | 5  | 4  | 1   |
| Martinica         | 4   | 3  | 1  | 1  | 1  | 3  | 4  | -1  |
| Antigua y Barbuda | 1   | 3  | 0  | 1  | 2  | 2  | 7  | -5  |

| 12 de noviembre de 2014 | Haití                     | 2:2 (2:0) | Antigua y Barbuda      | Complejo Montego Bay Sports, Montego Bay |  |
|                         | Alcenat 23' · Belfort 36' |           | Weston 58' · Byers 60' |                                          |  |

| 12 de noviembre de 2014 | Jamaica      | 1:1 (1:1) | Martinica  | Complejo Montego Bay Sports, Montego Bay |  |
|                         | Mattocks 13' |           | Arquin 29' |                                          |  |

| 14 de noviembre de 2014 | Martinica | 0:3 (0:0) | Haití                           | Complejo Montego Bay Sports, Montego Bay |  |
|                         |           |           | Guerrier 52' · Belfort 63', 90' |                                          |  |

| 14 de noviembre de 2014 | Jamaica                                | 3:0 (2:0) | Antigua y Barbuda | Complejo Montego Bay Sports, Montego Bay |  |
|                         | Lawrence 29' · Azadas 44' · Austin 85' |           |                   |                                          |  |

| 16 de noviembre de 2014 | Antigua y Barbuda | 0:2 (0:0) | Martinica             | Complejo Montego Bay Sports, Montego Bay |  |
|                         |                   |           | Buval 57' · Goron 90' |                                          |  |

| 16 de noviembre de 2014 | Jamaica                    | 2:0 (2:0) | Haití | Complejo Montego Bay Sports, Montego Bay |  |
|                         | Dawkins 13' · Mattocks 20' |           |       |                                          |  |

### Mejor tercero
| Grupo | Equipo           | Pts | PJ | PG | PE | PP | GF | GC | Dif |
| ----- | ---------------- | --- | -- | -- | -- | -- | -- | -- | --- |
| A     | Guayana Francesa | 4   | 3  | 1  | 1  | 1  | 7  | 6  | 1   |
| B     | Martinica        | 4   | 3  | 1  | 1  | 1  | 3  | 4  | -1  |

### Tercer lugar
| 18 de noviembre de 2014 | Cuba         | 1:2 (0:0) | Haití                     | Complejo Montego Bay Sports, Montego Bay |  |
|                         | Martínez 89' |           | Jérôme 56' · Guerrier 86' |                                          |  |

### Final
| 18 de noviembre de 2014 | Trinidad y Tobago                                                               | 0:0 (t. s.)(3:4 p.)        | Jamaica                                                                           | Complejo Montego Bay Sports, Montego Bay |  |
|                         |                                                                                 | Tiros desde el punto penal |                                                                                   |                                          |  |
|                         | Kenwyne Jones · Attaullah Guerra · Kevin Molino · Joevin Jones · Khaleem Hyland |                            | Jermaine Taylor · Jobi McAnuff · Demar Phillips · Michael Seaton · Rodolph Austin |                                          |  |

| Jamaica           |
| Jamaica 6º título |

## Clasificados a la Copa de Oro de la Concacaf 2015
| Bandera de Jamaica | Bandera de Trinidad y Tobago | Bandera de Haití | Bandera de Cuba |
| Jamaica            | Trinidad y Tobago            | Haití            | Cuba            |
| ------------------ | ---------------------------- | ---------------- | --------------- |

## Clasificado a la Copa América Centenario Estados Unidos 2016
La selección que finalizó como campeona del torneo obtiene un boleto para asistir a la Copa América Centenario.
| Bandera de Jamaica                         |
| Jamaica Campeón de la Copa del Caribe 2014 |
| ------------------------------------------ |

## Repechaje de clasificación a la Copa Oro 2015
El repechaje enfrentó a Guayana Francesa, quinto posicionado en esta edición de la Copa del Caribe, contra Honduras, que culminó en quinto lugar en la Copa Centroamericana 2014. La Concacaf anunció en diciembre de 2014 que los partidos se jugarían el 25 y el 29 de marzo de 2015 con Guayana Francesa jugando de local el primer partido y Honduras haciendo lo propio en el segundo, el equipo que resulte ganador obtiene el último cupo para la Copa de Oro de la Concacaf 2015.
| 25 de marzo de 2015, 19:00 (UTC-3) | Guayana Francesa            | 3:1 (2:1) | Honduras     | Stade Municipal Dr. Edmard Lama, Cayena |                         |
|                                    | Torvic 25' · Privat 27' 62' |           | Bengtson 17' | Árbitro(s): César Ramos                 | Árbitro(s): César Ramos |

| 29 de marzo de 2015, 16:00 (UTC-6) | Honduras                   | 3:0 (3:0) | Guayana Francesa | Estadio Olímpico Metropolitano, San Pedro Sula |                         |
|                                    | Najar 30' 32' · Lozano 44' |           |                  | Árbitro(s): Mark Geiger                        | Árbitro(s): Mark Geiger |

Luego de perder por 3 a 1 en el partido de ida y remontar con un tres a cero actuando de local, Honduras logró el último cupo a la Copa de Oro 2015 al imponerse a Guayana Francesa con un marcador global de 4 - 3.

## Estadísticas

### Tabla general
A continuación se muestra la tabla de posiciones segmentada acorde a las fases alcanzadas por los equipos
| Pos. | Equipo                               | Pts | PJ | PG | PE | PP | GF | GC | Dif. |
| ---- | ------------------------------------ | --- | -- | -- | -- | -- | -- | -- | ---- |
| 1    | Trinidad y Tobago                    | 17  | 7  | 5  | 2  | 0  | 16 | 5  | +11  |
| 2    | Jamaica                              | 8   | 4  | 2  | 2  | 0  | 6  | 5  | +1   |
| 3    | Haití                                | 9   | 6  | 2  | 3  | 1  | 11 | 8  | +3   |
| 4    | Cuba                                 | 5   | 3  | 1  | 2  | 0  | 4  | 3  | +1   |
| 5    | Guayana Francesa                     | 22  | 12 | 5  | 4  | 3  | 29 | 12 | +17  |
| 6    | Martinica                            | 18  | 9  | 5  | 3  | 1  | 19 | 11 | +9   |
| 7    | Antigua y Barbuda                    | 14  | 9  | 4  | 2  | 3  | 14 | 11 | +3   |
| 8    | Curazao                              | 9   | 9  | 2  | 3  | 4  | 11 | 15 | -4   |
| 9    | San Cristóbal y Nieves               | 11  | 6  | 3  | 2  | 1  | 11 | 4  | +7   |
| 10   | San Vicente y las Granadinas         | 9   | 6  | 3  | 0  | 3  | 11 | 9  | +2   |
| 11   | República Dominicana                 | 7   | 6  | 2  | 1  | 3  | 15 | 11 | +4   |
| 12   | Barbados                             | 7   | 6  | 2  | 1  | 3  | 12 | 13 | -1   |
| 13   | Santa Lucía                          | 7   | 6  | 2  | 1  | 3  | 7  | 8  | -1   |
| 14   | Guadalupe                            | 3   | 3  | 1  | 0  | 2  | 4  | 4  | 0    |
| 15   | Bonaire                              | 7   | 5  | 2  | 1  | 2  | 6  | 13 | -7   |
| 16   | Puerto Rico                          | 2   | 3  | 0  | 2  | 1  | 5  | 6  | -1   |
| 17   | Granada                              | 2   | 3  | 0  | 2  | 1  | 4  | 5  | -1   |
| 18   | Surinam                              | 2   | 3  | 0  | 2  | 1  | 3  | 4  | -1   |
| 19   | Guyana                               | 1   | 3  | 0  | 1  | 2  | 0  | 4  | -4   |
| 20   | Dominica                             | 1   | 3  | 0  | 1  | 2  | 1  | 7  | -6   |
| 21   | Anguila                              | 0   | 3  | 0  | 0  | 3  | 0  | 20 | -20  |
| 22   | Aruba                                | 6   | 3  | 2  | 0  | 1  | 8  | 2  | +6   |
| 23   | Montserrat                           | 4   | 2  | 1  | 1  | 0  | 1  | 0  | +1   |
| 24   | Islas Turcas y Caicos                | 3   | 3  | 1  | 0  | 2  | 2  | 7  | -5   |
| 25   | Islas Vírgenes de los Estados Unidos | 0   | 2  | 0  | 0  | 2  | 1  | 3  | -2   |
| 26   | Islas Vírgenes Británicas            | 0   | 3  | 0  | 0  | 3  | 0  | 15 | -15  |

### Goleadores
| Jugador        | Selección                    | Goles |
| -------------- | ---------------------------- | ----- |
| Gabriel Pigrée | Guayana Francesa             | 8     |
| Kevin Molino   | Trinidad y Tobago            | 7     |
| Julien Faubert | Martinica                    | 5     |
| Oalex Anderson | San Vicente y las Granadinas | 5     |
| Gaël Germany   | Martinica                    | 4     |
| José Goron     | Martinica                    | 4     |
| Kenwyne Jones  | Trinidad y Tobago            | 4     |